# Odontotecnica

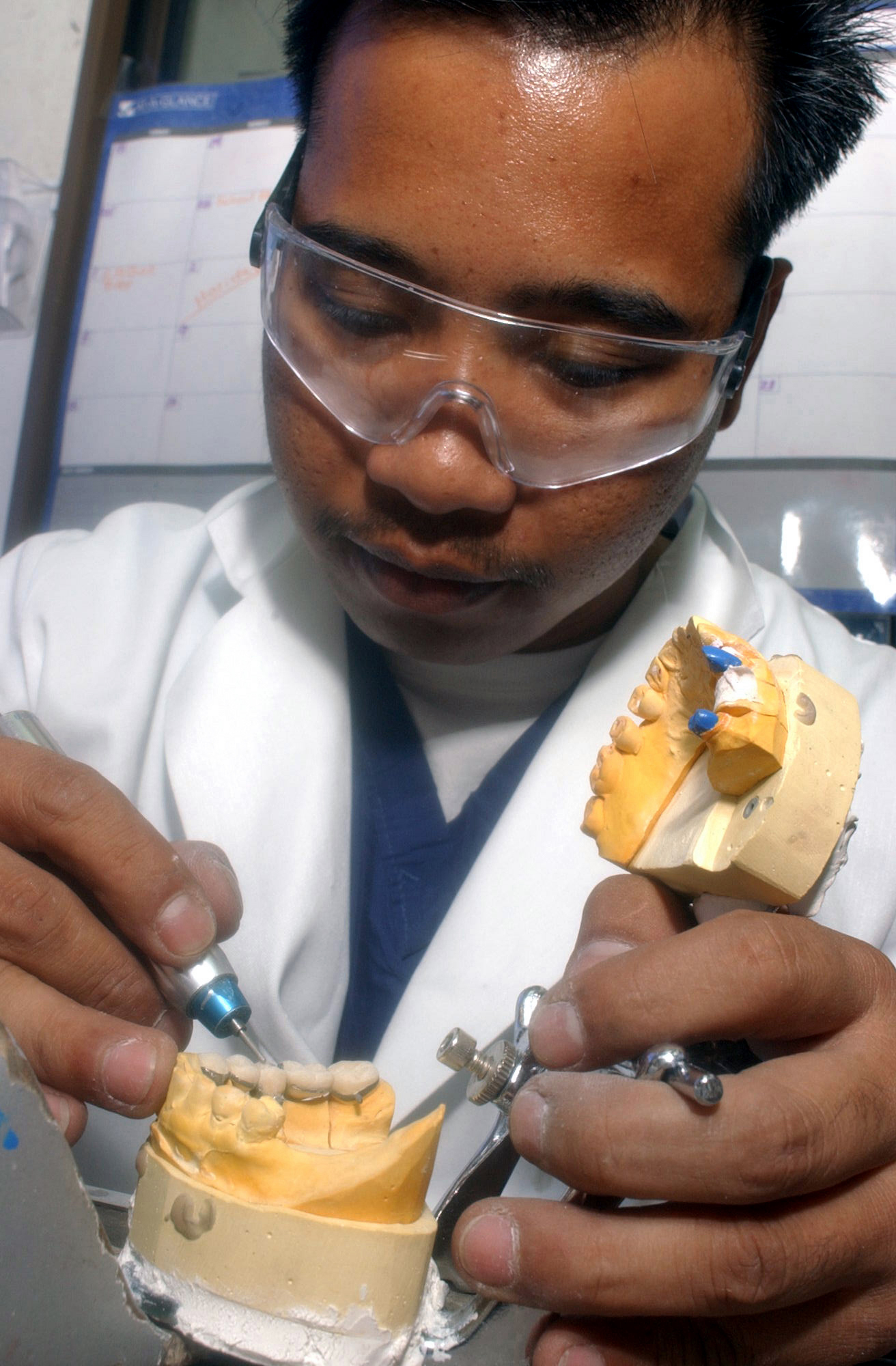
Un odontotecnico al lavoro

L’odontotecnica è la professione con la quale si raggiungono le conoscenze specifiche per la costruzione di protesi dentarie fisse e mobili e altri apparecchi ortodontici su misura. È definita come l'insieme delle tecniche che permettono di preparare apparecchi dentari, specialmente protesi.
L’odontotecnico è quindi il professionista  che sui modelli ottenuti delle impronte fornite dagli odontoiatri costruisce protesi dentarie di qualsiasi tipo impiegando i materiali utilizzati in odontotecnica.
L'odontotecnico può essere consultato presso lo studio odontoiatrico in maniera da ottimizzare il dispositivo medico su misura o per eventuali richieste ai fini della costruzione di una protesi più rispondente alle caratteristiche estetiche e strutturali del paziente. In Europa, la direttiva comunitaria 93/42 impone all'odontotecnico di allegare alle protesi da lui prodotte una dichiarazione di conformità ai requisiti essenziali di sicurezza indicati dalla direttiva stessa.

## Storia dell'odontotecnica
L'uomo fin dai tempi più remoti si è dedicato alla cura dei denti e alla sostituzione di essi.
Alcune fra le civiltà più antiche, quali l'egizia, l'etrusca, la fenicia e la greca, ci hanno lasciato diversi reperti archeologici riguardanti l'antica arte delle protesi.
Una delle protesi più antiche da noi conosciuta risale a circa 2600 anni a.C. ed è costituita da due denti naturali legati ai denti vicini con un cerchio d'oro.
Tutte le protesi antiche ritrovate sono composte da anelli e cerchietti d'oro, paragonabili come principio, al sistema che oggi si chiama a ponte; già allora era noto il metodo di fusione detto a cera persa.
Scoperte archeologiche abbastanza recenti, hanno dimostrato che alcune antiche civiltà realizzavano intarsi di ematite, sostituivano i denti e usavano il trapianto. Si usava sostituire i denti mancanti con denti scolpiti in legno duro, in osso, in avorio, pietra preziosa, legati ai denti vicini con fili di rame.
Dopo un lungo periodo di decadenza dell'odontotecnica, contribuì a dare una notevole ripresa una particolare citazione di un trattato francese "Chirurgien dentiste" del XVIII secolo, ad opera di Pietro Fouchard. In tale trattato si parlava, del fissaggio dei perni nelle radici per il sostegno di denti artificiali e di ancoraggio di protesi mobili ad elementi sani mediante specifici ganci.
Nella stessa epoca, vennero realizzate per la prima volta corone in oro smaltato e i modelli in gesso ricavati da un'impronta in bocca.
Attorno al 1900 si iniziò ad eseguire ponti e corone in porcellana cotta su matrice di platino o oro.
Sempre attorno ai primi anni del ‘900 comparve il primo grande trattato dell’odontotecnica, una vera opera completa che forniva tutte le basi dell'odontotecnica studiate sino a quel tempo.
Ma una tappa importantissima nell'odontotecnica fu l'introduzione dell'acciaio inossidabile e delle leghe stelliti.
Un'altra tappa importante da ricordare è l'introduzione in Italia delle resine sintetiche per la confezione di protesi.
Una realtà consolidata dell'odontotecnica è il metal free, basato sull'utilizzo dell'ossido di zirconio e dell'ossido di alluminio e del Disilicato di litio.
L'ultima frontiera per i restauri è la fibra di carbonio ad uso odontotecnico realtà per l'industria e futuro possibile per l'odontotecnica.

## Normativa italiana
La problematica saliente a cui il quadro normativo ha cercato di mettere argine è l'abuso professionale degli odontotecnici sulla professione odontoiatrica.
Il quadro di riferimento vigente è il Regio Decreto 31 Maggio 1928 n.1334 art.11 : "Gli odontotecnici sono autorizzati unicamente a costruire apparecchi di protesi dentaria su modelli tratti dalle impronte loro fornite dai medici chirurghi e dagli abilitati a norma di legge all'esercizio della odontoiatria e protesi dentaria, con le indicazioni del tipo di protesi da eseguire. È in ogni caso vietato agli odontotecnici di esercitare, anche alla presenza ed in concorso del medico o dell'abilitato all'odontoiatria, alcuna manovra, cruenta o incruenta, nella bocca del paziente, sana o ammalata."
Una sentenza del Consiglio di Stato del 2024 conferma tale collocazione giuridica ponendo il profilo legale degli odontotecnici nelle professioni sanitarie. 
In precedenza non era riconosciuta tra le professioni sanitarie.
Per esercitare la professione in forma autonoma o in società si sostiene un Esame di stato per ottenere l'abilitazione all'esercizio della professione odontotecnica in base all'ordinanza Ministeriale 11 luglio 2000, n.180 la quale dall'anno 1999 disciplina con nuove modalità l'Esame di abilitazione all'esercizio dell'arte sanitaria ausiliaria di odontotecnico.
L'odontotecnico deve obbligatoriamente esser iscritto al ministero della salute come fabbricante di dispositivi medici. Una disposizione del 2023 del Ministero della Salute ha stabilito una nuova iscrizione al registro dei fabbricanti, anche per chi già precedentemente iscritto, entro febbraio 2024 con l'ausilio della firma digitale.
Negli ultimi anni è stata proposta dalle associazioni di categoria odontotecniche una modifica al profilo professionale, che prevederebbe l'istituzione di un corso di laurea triennale in Scienze odontotecniche. Il nuovo profilo per la professione di odontotecnico è stato al vaglio del Ministero della Salute e di altre Istituzioni.
Gli odontotecnici sono autorizzati a costruire protesi dentarie su modelli tratti dalle impronte loro fornite dagli abilitati a norma di legge all'esercizio della odontoiatria e protesi dentaria, con le indicazioni del tipo di protesi da eseguire. Sono autorizzati a collaborare, nello studio dentistico, con il medico abilitato, per quel che concerne la realizzazione e l'ottimizzazione dei dispositivi protesici. L'odontotenico, però, non è autorizzato a compiere operazioni, più o meno invasive, nel cavo orale dei pazienti.
Normalmente solo l'odontotecnico è abilitato a costruire dispositivi medici su misura che poi possono essere installati nella bocca dagli odontoiatri. Solamente l'odontotecnico è in grado di fornire la documentazione necessaria (dichiarazione di conformità) da allegare al prodotto finito. È possibile tuttavia che dispositivi fabbricati in serie e successivamente adattati dall'odontoiatra per i propri pazienti non siano considerati dispositivi fabbricati su misura e quindi facciano eccezione.
Sono inoltre previste determinate attrezzature tecniche da laboratorio definite nel Decreto Ministeriale Determinazione delle attrezzature tecniche e strumentali degli esercenti le arti ausiliarie sanitarie (del 3 maggio 1994 in Gazzetta Ufficiale n.108 dell'11 maggio 1994).